# Mokhtar (film)
Pour les articles homonymes, voir Mokhtar.
Pour plus de détails, voir Fiche technique et Distribution.
Mokhtar, le troisième film de l'histoire du cinéma tunisien, est l'œuvre du réalisateur Sadok Ben Aïcha.
Contrairement à ses deux précédents films tournés vers le passé, il invite à regarder la nouvelle réalité en face et à s'interroger sur le désarroi et les problèmes de la jeunesse. C'est un constat amer qui est dressé des institutions culturelles et de la transition vers la véritable indépendance.
D'après Victor Bachy, il existerait une version française très différente de la version arabe et intitulée Les Égarés.

## Synopsis
Le film commence par des funérailles. On comprend qu'il s'agit d'un jeune écrivain déjà célèbre qui se serait suicidé. Il avait écrit un roman et en préparait un autre. On l'avait fêté, interviewé et l'on prévoyait une adaptation de son œuvre au cinéma. Il avait connu des filles, fréquenté la faculté, l'union des étudiants, le ciné-club, etc.

## Fiche technique
- Titre : Mokhtar
- Réalisation : Sadok Ben Aïcha
- Scénario : Férid Boughedir et Sadok Ben Aïcha
- Photographie : Lotfi Layouni  et Ezzedine Ben Ammar
- Son : Abdelkader Alouani et Mustapha Ben Jemiaa
- Montage : Sadok Ben Aïcha et Latifa Boudjemaa
- Production : Secrétariat d'État aux affaires culturelles et à l'information
- Pays d'origine :  Tunisie
- Langue : arabe
- Format : noir et blanc - 35 mm
- Genre : film social
- Durée : 87 minutes
- Date de sortie : Tunisie, 24 novembre 1968

## Distribution
- Tarek Ben Miled
- Anissa Lotfi
- Najet Mabouj

## Distinction
- Tanit de bronze aux Journées cinématographiques de Carthage (1968)
- Prix de la critique au Festival international du film d'expression française de Dinard (1969)